# 小松未歩 8〜a piece of cake〜
『小松未歩 8 〜a piece of cake〜』（こまつみほ エイト ア ピース オブ ケーク）は、小松未歩の8枚目のアルバム。2006年4月26日にGIZA studioより発売された。規格品番はGZCA-5078。

## 内容
- 「I just wanna hold you tight」から「恋になれ...」までの3作のシングル曲、岩田さゆりに楽曲提供した「不機嫌になる私」のセルフカバーなどを収録した8枚目のアルバム。デジパック仕様となっている。
- サブタイトルのa piece of cakeは、英俗語上の「いとも簡単にできること」[1]の意味ではなく、好きなケーキを一切れだけ選んで買う気軽さと、その高揚感がたまらく好きであるという思いから付けられた[2]。
- 『小松未歩 6th 〜花野〜』から収録されてきたリミックス楽曲は、この作品では収録されていない。
- ジャケット写真およびブックレット使用写真は、大阪取引所（撮影当時は大阪証券取引所）の向かい側に建つ、北浜レトロビルヂング1階のティールームにあるケーキショーケース前にて撮影された。

## 収録曲
| 全作詞・作曲: 小松未歩。 |                                                                 |           |            |          |      |
| #                        | タイトル                                                        | 作詞      | 作曲・編曲 | 編曲     | 時間 |
| 1.                       | 「蒼い夏」(出版者: ギザミュージック)                            | 小松未歩  | 小松未歩   | 古井弘人 | 3:22 |
| 2.                       | 「deep grief」(出版者: ギザミュージック)                        | 小松未歩  | 小松未歩   | 小林哲   | 4:52 |
| 3.                       | 「恋になれ...」(出版者: 日音、ギザミュージック)                 | 小松未歩  | 小松未歩   | 大賀好修 | 4:30 |
| 4.                       | 「my darling」(出版者: ギザミュージック)                        | 小松未歩  | 小松未歩   | 大賀好修 | 3:15 |
| 5.                       | 「はるのきおく」(出版者: ギザミュージック)                      | 小松未歩  | 小松未歩   | 岡本仁志 | 4:50 |
| 6.                       | 「神様はジッと見てる」(出版者: ギザミュージック)                | 小松未歩  | 小松未歩   | 麻井寛史 | 3:34 |
| 7.                       | 「あなた色」(出版者: 日本テレビ音楽)                            | 小松未歩  | 小松未歩   | 古井弘人 | 3:53 |
| 8.                       | 「I just wanna hold you tight」(出版者: テレビ東京ミュージック) | 小松未歩  | 小松未歩   | 小林哲   | 4:47 |
| 9.                       | 「不機嫌になる私」(出版者: テレビ東京ミュージック)              | 小松未歩  | 小松未歩   | 大賀好修 | 3:49 |
| 10.                      | 「向日葵の小径」(出版者: ギザミュージック)                      | 小松未歩  | 小松未歩   | 岡本仁志 | 4:37 |
| 11.                      | 「アナタノ手」(出版者: ギザミュージック)                        | 小松未歩  | 小松未歩   | 古井弘人 | 3:47 |
| 12.                      | 「涙のあとに」(出版者: ギザミュージック)                        | 小松未歩  | 小松未歩   | 池田大介 | 5:58 |
| 合計時間:                | 合計時間:                                                       | 合計時間: | 51:14      |          |      |

## 楽曲解説
1. 蒼い夏
24thシングル「I just wanna hold you tight」のカップリング曲。
2. deep grief
3. 恋になれ...
26thシングル。
4. my darling
5. はるのきおく
  - 2010年3月に発売された『THE IDOLM@STER MASTER SPECIAL“SPRING”』にてカバーされた。歌ったのは水瀬伊織役の釘宮理恵。[3]
6. 神様はジッと見てる
7. あなた色
25thシングル。
8. I just wanna hold you tight
24thシングル。
9. 不機嫌になる私
岩田さゆりに楽曲提供した「不機嫌になる私」のセルフカバー。キーは変わらないがテンポが早い。
10. 向日葵の小径
25thシングル「あなた色」のカップリング曲。
11. アナタノ手
12. 涙のあとに

## レコーディング参加
- 岡本仁志（GARNET CROW） - エレクトリックギター（#1,#5,#10,#11）、アコースティックギター（#5,#11）、プログラミング（#5,#10）
- 大賀好修（OOM・Sensation） - エレクトリックギター（#3,#4,#8,#9）、アコースティックギター（#2,#3,#4,#6,#9）、プログラミング（#3,#4,#9）
- 三好誠（rumania montevideo） - エレクトリックギター（#7）、プログラミング
- 古井弘人（GARNET CROW） - プログラミング（#1,#7,#11）
- 小林哲 - プログラミング（#2,#8）
- 麻井寛史（the★tambourines・WAR-ED・Sensation） - プログラミング（#6）
- 池田大介 - プログラミング（#12）